# 日奈久温泉駅
日奈久温泉駅（ひなぐおんせんえき）は、熊本県八代市日奈久塩北町にある肥薩おれんじ鉄道線の駅である。駅番号はOR03。
副駅名については八代市の企業・U-STYLEがネーミングライツを取得、2025年3月15日より副駅名が地元・日奈久のゆるキャラでゆるバース2024年王者・ちくワンを含めた名称「ようこそ！日本一ちくワン誕生の町へ」となっている。

駅周辺は日奈久地区の住宅街になっている他八代市でも数少ない観光地（日奈久温泉街）に立地する駅であるため、通学客や観光客等の利用者は比較的多い。そのため国鉄・JR九州時代は一部特急列車が停車し、肥薩おれんじ鉄道に移管されてからも一部臨時列車、貨物列車以外の全列車が停車する主要駅の一つである。

## 歴史

### 駅名の由来
開業時の地名（葦北郡日奈久村）が由来である。
「日奈久」の地名は古くからあるが、由来はよく分かっていない。『肥前国風土記』には「景行天皇がこの地の火流（ひながれ）浦（もしくは比奈賀（ひなが）浦）から船出した」とあり、「火流」や「比奈賀」が転じて「日奈久」になったという説がある。また、元来この地には琉球や新羅との交流が盛んだったことや琉球（名護）からの移民が多かったことから、沖縄方言または国頭方言で「名護」を意味する「なぐ」が訛ったとの説や朝鮮語が語源という説もある。

### 年表
- 1923年（大正12年）7月15日 - 鉄道省肥薩線（初代）の日奈久駅（ひなぐえき）として開設[5]。当時は終着駅であった。
- 1927年（昭和2年）10月17日：線名改称、鹿児島本線の駅となる。
- 1962年（昭和37年）10月1日：貨物取扱廃止[5]。
- 1970年（昭和45年）9月1日：CTC導入に伴い業務委託駅化。八代駅の被管理駅となり、日奈久駅長廃止。
- 1975年（昭和50年）3月10日：この日のダイヤ改正に伴い、特急「有明」が初めて停車する（1往復）。
- 1984年（昭和59年）2月1日：荷物扱い廃止[5]。
- 1987年（昭和62年）4月1日：国鉄分割民営化に伴い、九州旅客鉄道（JR九州）の駅となる[5]。
- 2004年（平成16年）3月13日：九州新幹線開業に伴う路線移管に伴い、肥薩おれんじ鉄道の駅となる[6]と共に、日奈久温泉駅（ひなぐおんせんえき）に改称[7]。旧2番線（中線）使用停止。
- 2019年（令和元年）10月1日：駅ナンバリング導入に伴い駅名標を更新。英語表記を「Hinagu Onsen」から「Hinagu-Onsen」に変更。
- 2025年（令和7年）3月15日：肥薩おれんじ鉄道の駅にネーミングライツにより「ようこそ！日本一ちくワン誕生の町へ」の副駅名が付く[2][3][4]。

## 駅構造

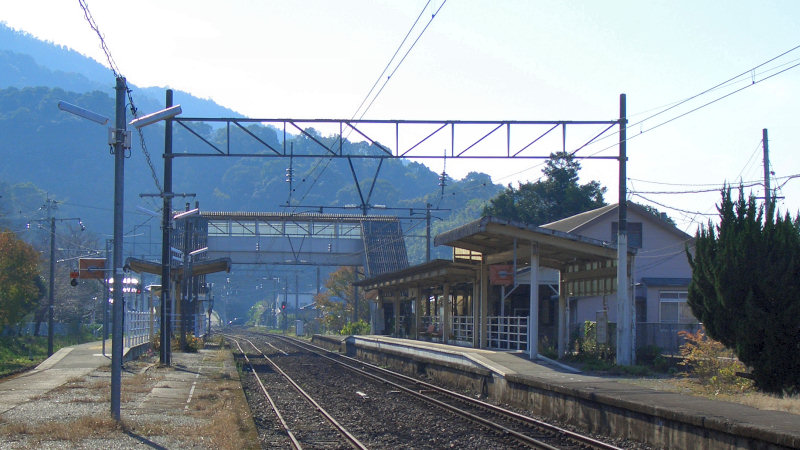
構内（2006年12月）

日奈久地区住民団体「日奈久おきん女会」が管理する有人駅で木造駅舎を有する。この木造駅舎は1923年開業当時に建築されたもので、現在もほとんど改修されずに当時のままの状態で使用されており、肥薩おれんじ鉄道では最古の駅舎である。温泉観光地にある駅のため、広い待合室を有する。駅係員は駅業務の他、日奈久温泉街の観光案内も行っている。
駅構内は複合式2面3線で、鹿児島本線だった頃は一部優等列車が停車した他旧2番線を使用した当駅折返しの列車も数本設定されていた。しかし、2004年に肥薩おれんじ鉄道に経営移管された際に旧2番線は使用停止となって出発信号機を横に向けており、実質単式ホームの2面2線となっている（佐敷駅や折口駅も同様）。有人駅である。トイレは改札内・外にある。
国鉄・JR九州時代は待合室内に鉄道小荷物窓口やキヨスクが設置され、売店では駅弁販売も行われていたが、手荷物窓口は1984年に、キヨスクも2004年に肥薩おれんじ鉄道に経営移管された際に閉鎖となり撤去された。1975年から2004年までは特急停車駅であったが、国鉄時代からみどりの窓口や自動券売機は設置されず、駅係員は特急券、乗車券とも出札窓口で常備券や補充券を発売していた。肥薩おれんじ鉄道への経営移管後も有人駅として残り、JR時代の出札窓口をそのまま使用して乗車券や定期券を発売している。
鉄道小荷物窓口跡は大型の掲示板で塞がれ、店舗跡地には自販機コーナーが設けられている。現在も当時の窓口の一部や店舗の基礎部分が僅かに残っている。
肥薩おれんじ鉄道に移管された際、八代発朝8時台の1本のみ当駅で折返していたが、2009年3月14日のダイヤ改正で隣の肥後高田折返しに短縮され、当駅始発列車は消滅した。
- 営業時間
  - 平日 8:00 - 15:45
  - 土休日 8:00 - 16:05

### のりば
| のりば | 路線                | 方向 | 行先                 | 備考                 |
| ------ | ------------------- | ---- | -------------------- | -------------------- |
| 1      | ■肥薩おれんじ鉄道線 | 上り | 八代・新八代方面     |                      |
| 1      | ■肥薩おれんじ鉄道線 | 下り | 佐敷・水俣・出水方面 | 原則としてこのホーム |
| 2      | ■肥薩おれんじ鉄道線 | 下り | 佐敷・水俣・出水方面 | 列車行違い時のみ     |

- ほとんどの列車（貨物列車、臨時列車は除く）は駅舎側の1番線に発着に発着する。2番線は列車交換がある時のみ使用される。

## 利用状況
1日平均乗車人員及び乗降人員は以下の通り。
| 年度   | 1日平均 乗車人員 | 1日平均 乗降人員 |
| ------ | ---------------- | ---------------- |
| 2000年 | 136              | 280              |
| 2001年 | 124              | 258              |
| 2002年 | 118              | 245              |
| 2003年 | 121              | 250              |
| 2004年 | 80               | 169              |
| 2005年 | 71               | 149              |
| 2006年 | 64               | 133              |
| 2007年 | 59               | 126              |
| 2008年 | 56               | 119              |
| 2009年 | 60               | 126              |
| 2010年 | 67               | 139              |
| 2011年 | 53               | 107              |
| 2012年 | 52               | 117              |
| 2013年 | 54               | 121              |
| 2014年 | 64               | 131              |
| 2015年 | 61               | 124              |
| 2016年 | 71               | 137              |
| 2017年 | 55               | 108              |
| 2018年 | 38               | 94               |
| 2019年 | 37               | 78               |

## 駅周辺
周辺は住宅や商店が立ち並んでいる。南側は日奈久温泉の中心街で温泉施設・旅館・商店・住宅などが密集している。
また、産交バスの日奈久駅前バス停が国道上にあり、八代駅方面と日奈久温泉・二見方面などを結ぶ路線などが発着している。
- 国道3号
- 日奈久温泉
- 八代市役所日奈久出張所
- 日奈久郵便局
- 日本中央競馬会 (JRA) ウインズ八代

かつては駅前から温泉街まで直行乗合馬車が列車発着に接続する形で運行されていた。この馬車は日奈久温泉の名物として知られ、地元住民や観光客に長く親しまれて来たが、諸般の事情から1984年に運行が廃止された。営業末期は土休祝日や観光シーズンの特急列車発着時を中心とした運行となっていた。そのため国鉄・JR時代は「わたしの旅」用「懐かしい乗合馬車のある駅　鹿児島本線日奈久駅」の駅スタンプが2004年まで設置されていた。この乗合馬車については肥薩おれんじ鉄道の経営移管後も温泉への観光誘致のため八代市議会や商工会議所などで運行の復活について度々話合いが行われているが、復活には至っていない。詳しくは日奈久温泉を参照。

### バス路線
日奈久温泉駅前停留所（駅前を通る国道3号線上にある）。
産交バス（八代営業所）
- 11：八代市役所前（短大高専前経由） / 道の駅たのうら
- 12：八代市役所前（高田駅前経由） / 日奈久下西町 / ウインズ八代（ウインズ八代便は土日祝日のみ運行）

八代市乗合タクシー（定期便）
- 22：八代市役所前（金剛経由） / 日奈久下西町 / ウインズ八代（ウインズ八代便は土日祝日のみ運行）

## 隣の駅
※臨時快速「おれんじ食堂」の隣の停車駅は列車記事を参照のこと。
肥薩おれんじ鉄道
■肥薩おれんじ鉄道線
肥後高田駅（OR02） - 日奈久温泉駅（OR03） - 肥後二見駅（OR04）